# Dean O’Brien
Dean O’Brien (* 15. Mai 1990 in Johannesburg) ist ein ehemaliger südafrikanischer Tennisspieler.

## Karriere
Dean O’Brien spielte hauptsächlich auf der ATP Challenger Tour und der ITF Future Tour. Er feierte sieben Doppelsiege auf der Future Tour. Auf der Challenger Tour gewann er bislang das Doppelturnier in Binghamton im Jahr 2015.
Zum 27. April 2015 durchbrach er im Doppel erstmals die Top 200 der Weltrangliste im Doppel und seine höchste Platzierung war der 128. Rang im September 2015.
Dean O’Brien spielte von 2013 bis 2016 drei Partien für die südafrikanische Davis-Cup-Mannschaft. Im Einzel hat er eine Bilanz von 0:2, seine Doppelbilanz ist 2:0.
2018 spielte er sein letztes Profimatch.

## Erfolge
| Legende (Anzahl der Siege)  |
| Grand Slam                  |
| ATP World Tour Finals       |
| ATP World Tour Masters 1000 |
| ATP World Tour 500          |
| ATP World Tour 250          |
| ATP Challenger Tour (1)     |

### Doppel

#### Turniersiege
| Nr. | Datum         | Turnier    | Belag     | Partner       | Finalgegner                  | Ergebnis  |
| --- | ------------- | ---------- | --------- | ------------- | ---------------------------- | --------- |
| 1.  | 26. Juli 2015 | Binghamton | Hartplatz | Ruan Roelofse | Daniel Nguyen Dennis Novikov | 6:1, 7:60 |